# Dennis Mackrel

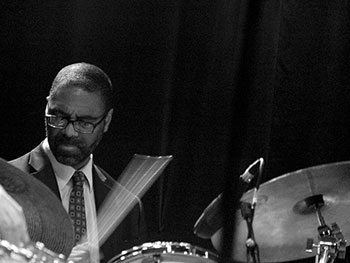
Dennis Mackrel tijdens een optreden in Aarhus, in 2014

Dennis Mackrel (Omaha, 3 april 1962) is een Amerikaanse jazz-drummer, bigband-leider, componist en arrangeur. Hij kreeg grotere bekendheid als leider van het Count Basie Orchestra.
Macrel, de zoon van twee jazzfans, begon al te drummen toen hij twee was. Hij bezocht de Universiteit van Nevada - Las Vegas, waar hij jazz studeerde onder Frank Gagliardi. In 1981 verhuisde hij naar New York, waar hij drumde op Broadway, bijvoorbeeld bij de theaterproductie van "A Chorus Line". Twee jaar later werd hij op voorspraak van zanger Joe Williams aangenomen door bandleider Count Basie. Hij zat in Basie's orkest tot december 1987 achter de drumkit, ook na het overlijden van Basie: het orkest werd hierna achtereenvolgens geleid door Thad Jones en Frank Foster. Hierna drumde Mackrel regelmatig als vervanger bij het orkest van Mel Lewis. Vlak voor zijn overlijden in 1990 gaf Lewis te kennen Mackrel als zijn opvolger als drummer te willen. Hij drumde bij verschillende bigbands en kleine groepen, onder andere bij de bigband van Carla Bley en bij Maria Schneider. In 2001 toerde hij met de Dizzy Gillespie Alumni All Stars. In 2010 keerde hij terug naar het Count Basie-orkest, waar hij trombonist Bill Hughes verving als leider. Hij zou dat blijven tot 2013.
Mackrel is te horen op opnames van onder andere Diane Schuur, George Shearing, Hank Jones, Natalie Cole, Quincy Jones en Denise Jannah. Mackrel componeerde arrangementen voor McCoy Tyner, maar schreef ook voor bijvoorbeeld de WDR Radio Big Band en Klüvers Big Band. Hij is al jaren actief als jazzeducator en heeft opgetreden met de jazzgroepen van hogescholen en conservatoria.